# Пелипенко Ганна
Га́нна Пелипе́нко (нар. Харків 15 листопада 1985, Харків, Україна) — українська танцюристка.

## Життєпис
Ганна Пелипенко народилася 15 листопада 1985 року в Харкові. Почала танцювати в 8 років. Разом зі своїм партнером стала переможницею чемпіонату України з бальних танців 2005–2006. У 2006 році вони в категорії «Молодь» стали чемпіонами світу і віцечемпіонами турніру IDSH серед дорослих. Улюбленими танцями Ганни Пелипенко є румба і пасодобль. ЇЇ професійна мрія — чемпіонство на Блекпульському танцювальному фестивалі. 
Зараз живе і танцює в Росії. Партнер — Олександр Равдель.
Стала переможницею третього сезону популярного українського телешоу Танці із зірками, каналу 1+1. Брала також участь в другому сезоні цього шоу.